# Hluboký Důl
Hluboký Důl je vesnice v okrese Kolín, součást obce Nebovidy. Nachází se 1,5 kilometru severně od Nebovid a tři kilometry jihovýchodně od Kolína. Prochází tudy železniční trať Kolín–Ledečko.

## Historie
První písemná zmínka o vesnici pochází z roku 1670.

## Další fotografie

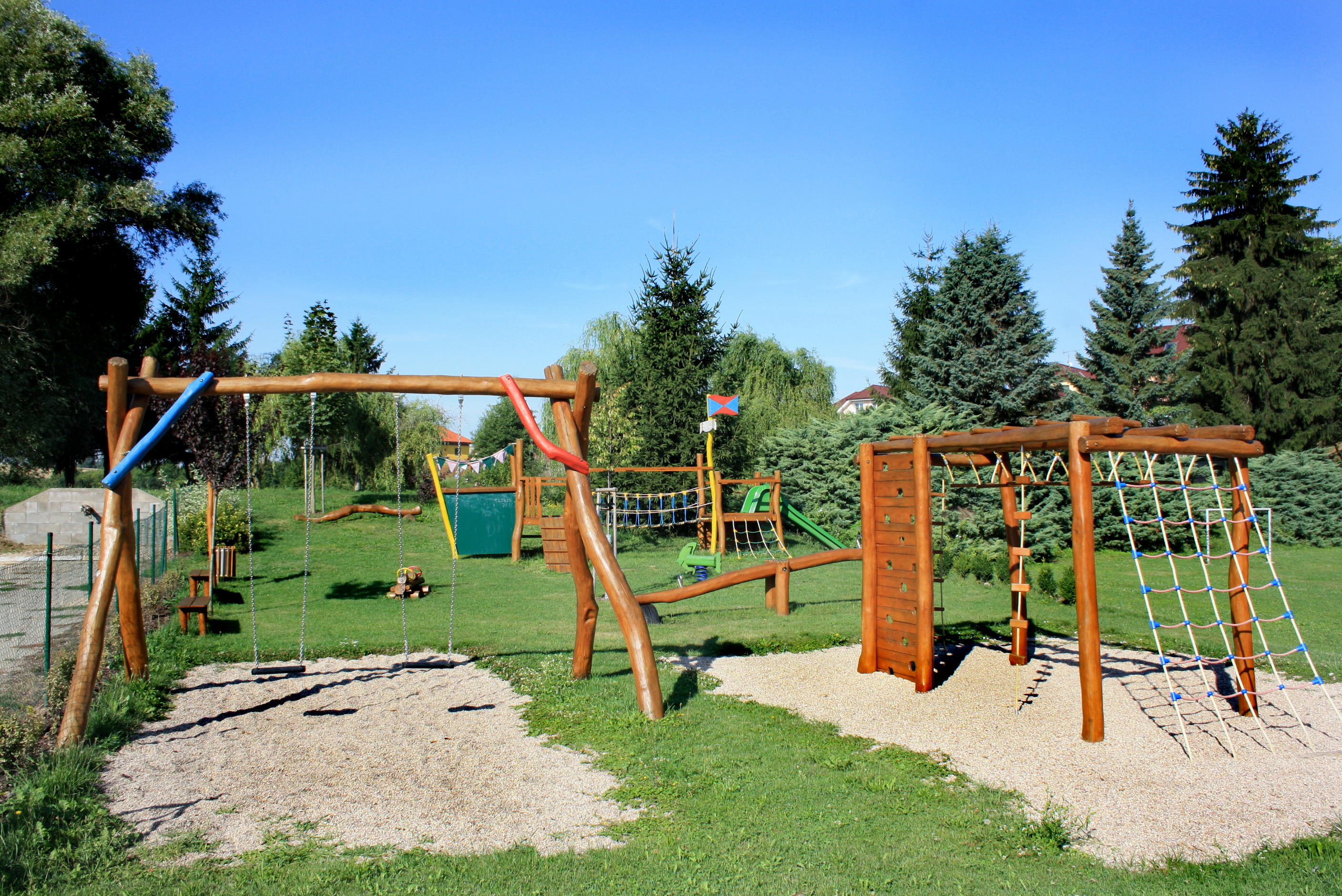
Nové hřiště
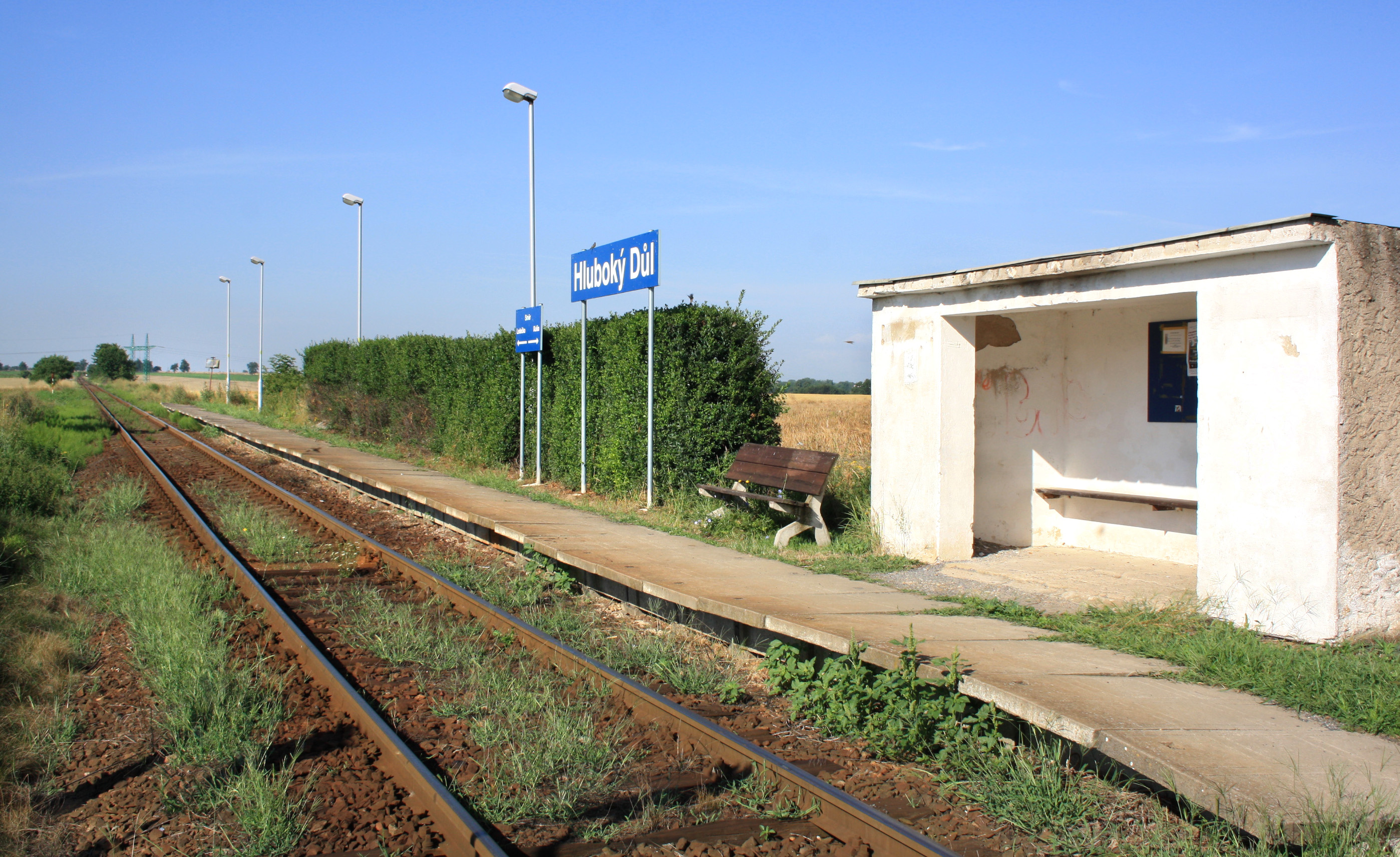
Železniční zastávka
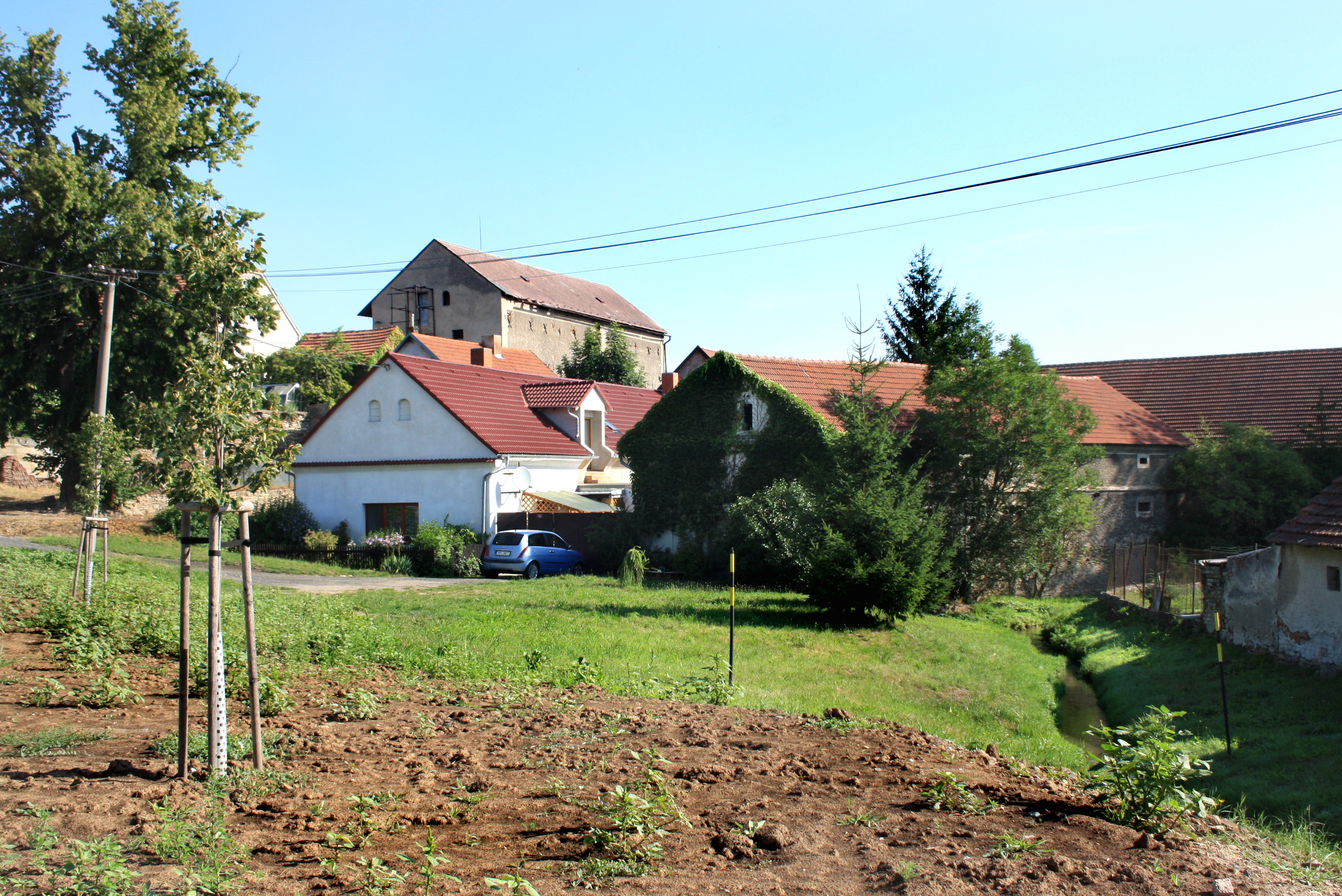
Náves s Nebovidským potokem